# John Twyne
John Twyne (Bullington, 1505 — Canterbury, 24 de novembro de 1581) foi um humanista e antiquário inglês da Dinastia Tudor.

## Biografia
John Twyne nasceu em Bullington, Hampshire, filho de William Twyne. Seus estudos para se tornar professor e antiquário se deram todos em Oxford, onde recebeu suas certificações em 1525. No mesmo ano, casou-se com Alice Twyne, com quem teve quatro filhos e três filhas. Enquanto trabalhou como professor, Twyne residiu na Abadia de Santo Agostinho, em Canterbury. Após a dissolução do monastério em 1538, comprou uma propriedade na mesma cidade, vindo a se tornar o primeiro diretor da King's School, mantendo o cargo por vinte anos. Durante um tempo, Twyne foi o supervisor da Floresta de Rivingwood, em Littlebourne, Kent.
Twyne escreveu diversos estudos de caráter histórico e biofgráfico, no entanto, a maioria deles permaneceu não publicada. Ele provavelmente não pensava em si mesmo como um historiador, mas sim como um estudioso do campo das humanidades com particulares interesses antiquários, assim como seu contemporâneo John Leland. Alguns dos seus principais interesses de pesquisa surgiram de um estudo exaustivo acerca das origens nacionais dos povos da Europa. Em 1530, o autor contribuiu com um introdução para The History of Kyng Boccus and Sydracke, um extenso compêndio sobre conhecimento geral, traduzido do francês para o inglês pela primeira vez por volta de 1450. A obra mais conhecida de John Twyne é De rebus Albionicis, Britannicis, atque Anglicis, Commentariorum libri duo, publicada nove anos após a sua morte por seu filho Thomas. O livro, que toma a forma de um diálogo na casa de verão do último abade da Abadia de Santo Agostinho, elaborou uma revisão sobre a história antiga da Britânia.
O neto de John, Brian Twyne, filho de Thomas Twyne, tornou-se um dos mais conhecidos antiquários no início do século XVII em Oxford. Brian escreveu a primeira história impressa da Universidade, tornando-se também o primeiro a supervisionar os arquivos desta. Assim como seu pai, ele foi um colecionador e bibliófilo, cuja biblioteca abrigava importantes títulos sobre o antiquariato.